# 我才是姊姊啦！
《我才是姊姊啦！》（日语：私がお姉ちゃんなんだからね!）是日本漫畫家鰻丸的作品。於網路漫畫雜誌「FlexComix Brad」（Flex Comix）上進行連載。單行本全2卷。

## 登場人物
高槻 美空（たかつき みそら）
高中一年級。個子矮小，不喜歡別人說他是幼兒體型。
高槻 小鳥（たかつき ことり）
小學五年級。美空的妹妹，身高比姊姊高出許多，擁有巨乳，看不出是小學生。
藤岡 君子（ふじおか きみこ）
美空的同班同學，喜歡美空嬌小可愛的樣子。
日高 睦月（ひだか むつき）
美空的同班同學，帶著眼鏡，喜歡美空嬌小可愛的樣子。
那須野 舞（なすの まい）
美空的同班同學，巨乳，喜歡美空嬌小可愛的樣子。

## 出版書籍
| 卷數 | Flex Comix   | Flex Comix             | 東立出版社    | 東立出版社             |
| 卷數 | 發售日期     | ISBN                   | 發售日期      | ISBN                   |
| ---- | ------------ | ---------------------- | ------------- | ---------------------- |
| 1    | 2010年9月8日 | ISBN 978-4-593-85674-9 | 2012年10月5日 | ISBN 978-986-10-9610-0 |
| 2    | 2011年6月8日 | ISBN 978-4-593-85675-6 | 2012年10月5日 | ISBN 978-986-10-9611-7 |

## 外部連結
- FlexComix Web｜我才是姊姊啦！